# Tudor Gane
Tudor Gane (d. 9 septembrie 1993) a fost un senator român în legislatura 1992-1996 ales în județul Dâmbovița pe listele partidului PNTCD. A decedat pe data de 9 septembrie 1993 și a fost înlocuit de senatorul Emilian Buzică. În cadrul activității sale parlamentare, Tudor Gane a fost membru în comisia juridică de numiri, disciplină, imunități și disciplină. 

## Legături externe
- Tudor Gane Arhivat în 22 august 2016, la Wayback Machine. la cdep.ro